# 가미스와역
가미스와역(일본어: 上諏訪駅, かみすわえき)은 일본 나가노현 스와시에 있는 동일본 여객철도 주오 본선의 역이다.
이 역을 경유하는 모든 열차가 정차를 하는 역이다.
또한, 도카이 여객철도 이다선을 직결 운행하는 열차중 일부는 이 역에서 시종착을 한다.

## 타는 곳
| 1 | ■주오 본선 | 지노・고부치자와・고후・하치오지・신주쿠 방면                                                                                    |
| 2 | ■주오 본선 | ■시노노이 선 직결 오카야・시오지리・마쓰모토 방면                                                                                |
| 2 | ■주오 본선 | ■신에쓰 본선 직결 아카시나・시노노이・나가노 방면                                                                                |
| 2 | ■주오 본선 | ■이다선（다쓰노 지선（주오본선 구선）경유）직결 다쓰노・이나 시・고마가네・이다・덴류쿄・도요하시 방면                           |
| 3 | ■주오 본선 | 상하행선（보통열차 전용・대피선、당역출발 및 종착）                                                                              |
| 3 | ■주오 본선 | ■이다선（다쓰노 지선（주오본선 구선）경유）직결 다쓰노・이나 시・고마가네・이다・덴류쿄・도요하시 방면（대피・당역출발 및 종착） |

## 인접역
| 동일본 여객철도 주오 본선 | 동일본 여객철도 주오 본선 | 동일본 여객철도 주오 본선 |
| ------------------------- | ------------------------- | ------------------------- |
| 지노 다치카와 방면        | ■ 주오 본선 보통          | 시모스와 마쓰모토 방면    |
| 시모스와 도요하시 방면    | ■ 이다선 직결 열차        | 지노 방면                 |